# Straßenbahn Zwickau

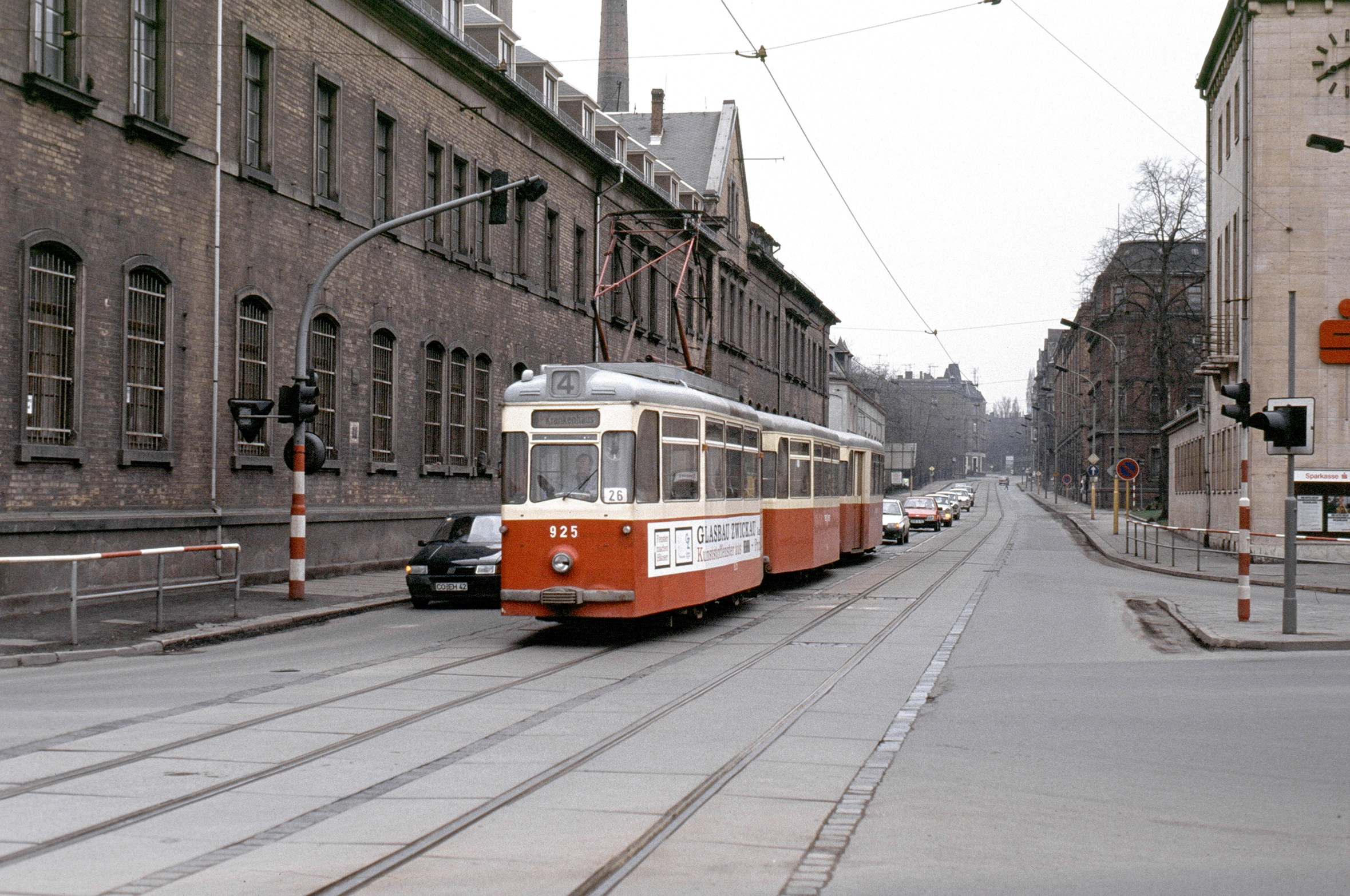
Gotha-Tw mit zwei Beiwagen (1991)

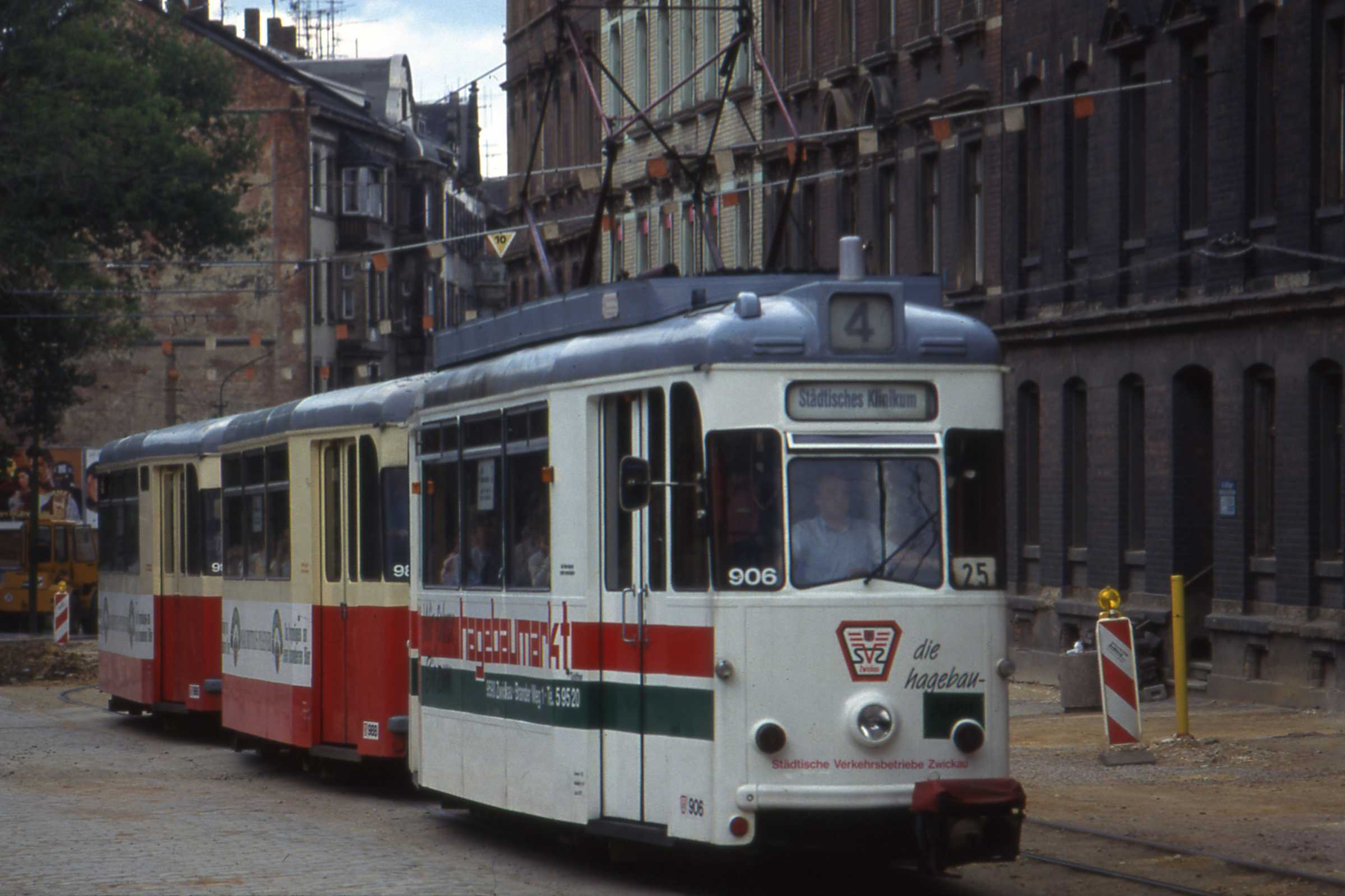
Gotha-Zug in Richtung Klinikum (1993)

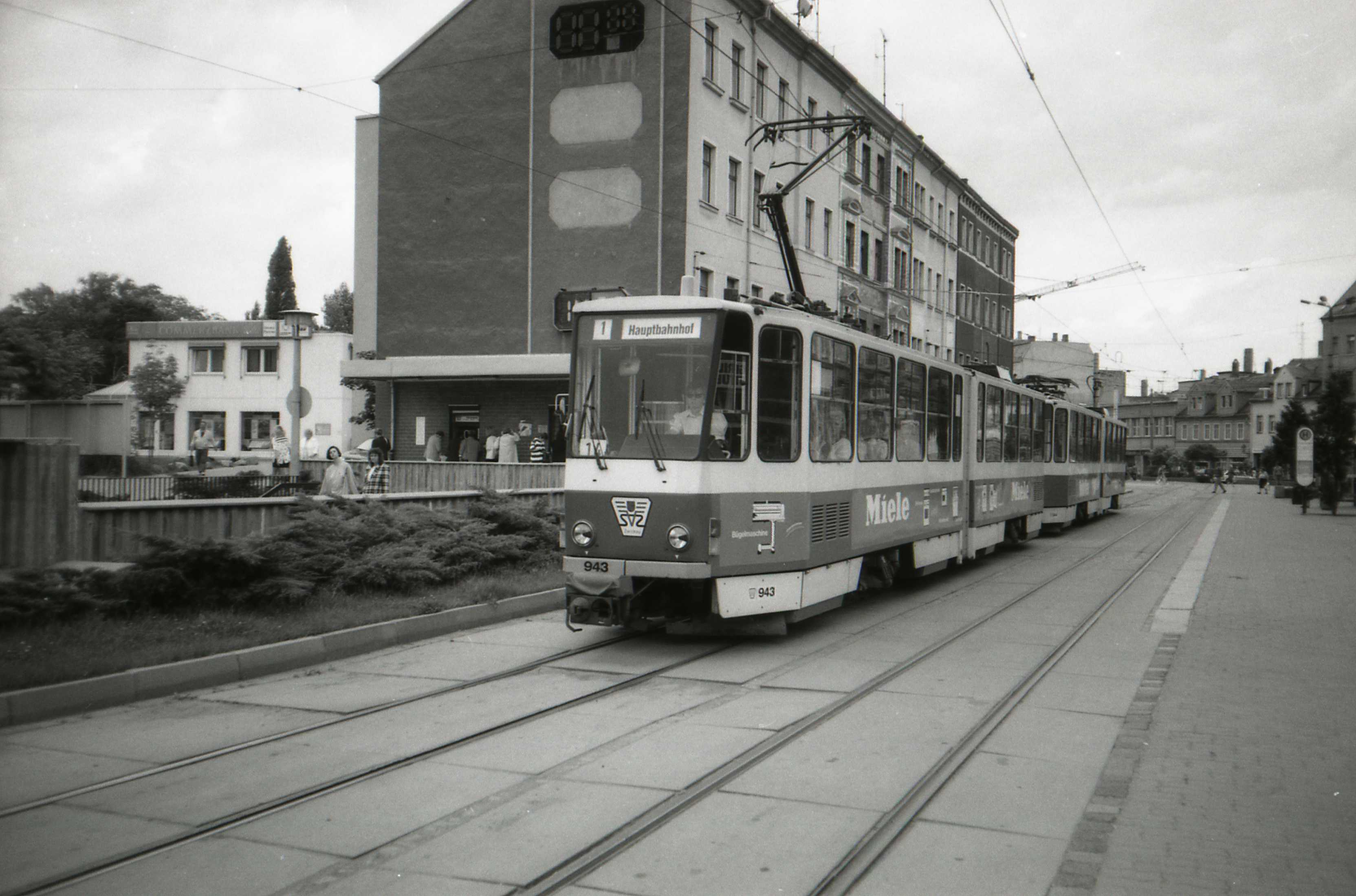
KT4D-Doppeltraktion im Jahr 1993 am Georgenplatz

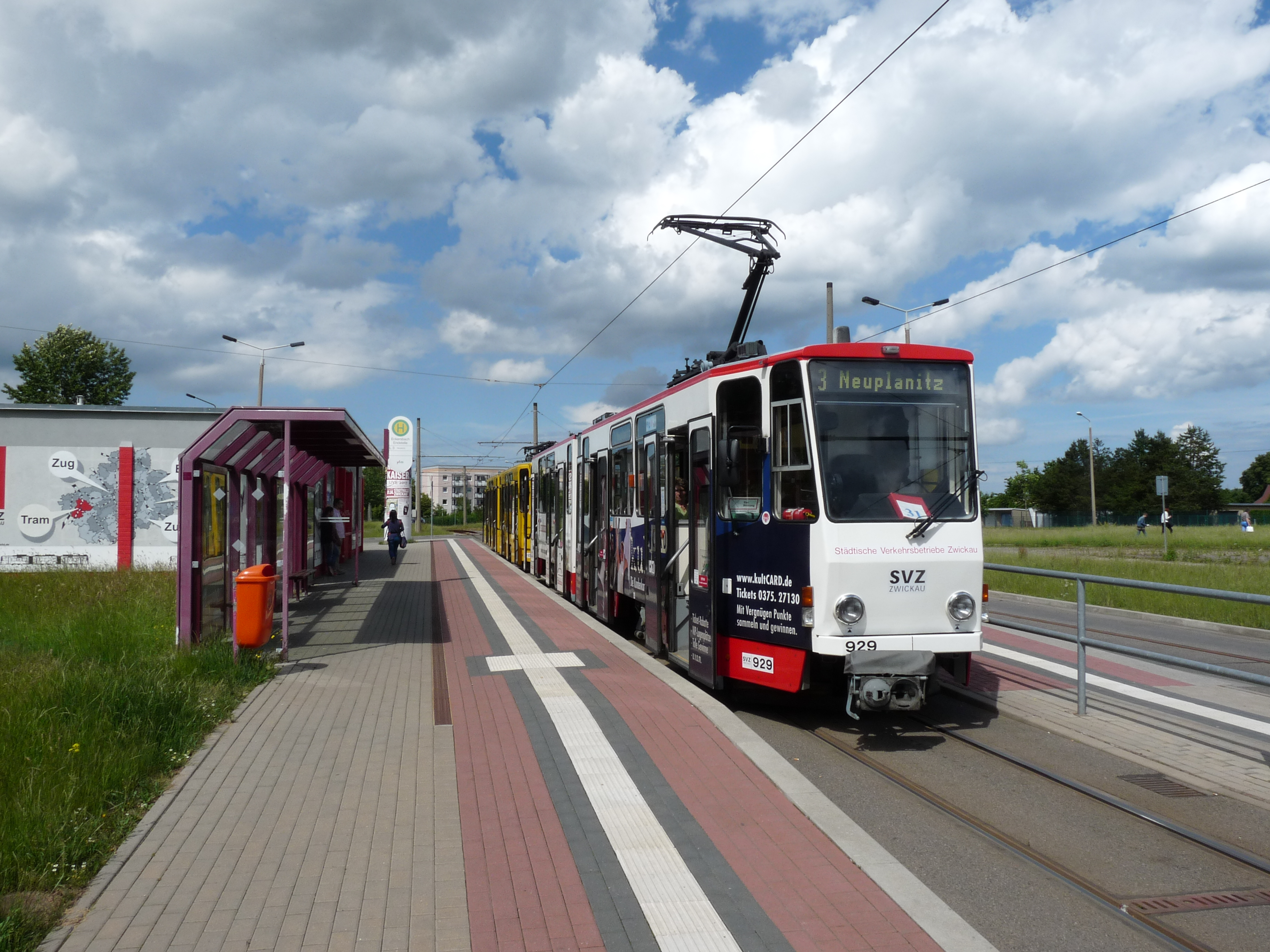
KT4D-Wagen 929 an der Haltestelle „Eckersbach“

Die Straßenbahn Zwickau bildet seit dem Jahr 1894 das Rückgrat des öffentlichen Personennahverkehrs in der sächsischen Stadt Zwickau. Auf dem Streckennetz von 19,6 Kilometern Länge verkehren aktuell zwei Straßenbahnlinien mit einer Länge von 18,2 km. Dabei werden insgesamt 37 Haltestellen bedient. Hierfür stehen 19 hochflurige und 12 niederflurige Straßenbahnwagen zur Verfügung. Betrieben wird die Zwickauer Straßenbahn von den Städtischen Verkehrsbetrieben Zwickau GmbH (SVZ), tariflich ist sie in den Verkehrsverbund Mittelsachsen (VMS) integriert.
Seit 1999 verkehren Dieseltriebwagen der Eisenbahn auf einem 1,5 Kilometer langen Streckenabschnitt gemeinsam mit Straßenbahnwagen nach dem „Zwickauer Modell“. Im Dezember 2005 wurde eine rund vier Kilometer lange Straßenbahn-Neubaustrecke nach Neuplanitz eröffnet.

## Geschichte

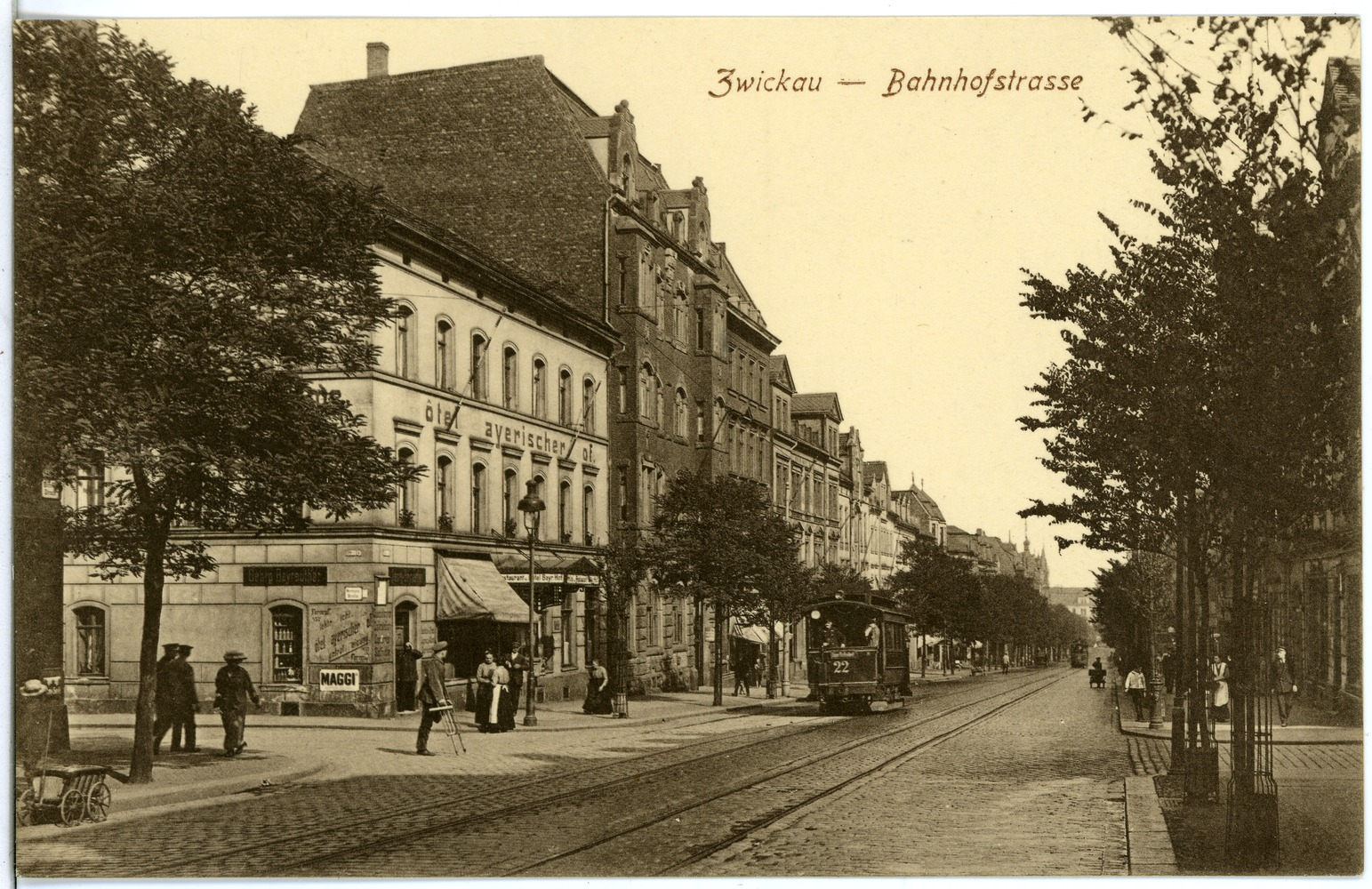
Straßenbahn in der Bahnhofstraße (1915)

### Aufbau des Netzes
Die Geschichte der Zwickauer Straßenbahn geht auf eine Initiative des Konsortiums Schuckert & Co., Kommanditgesellschaft in Nürnberg, und Leo Arnoldi, Mainz, zurück. Im Februar 1892 traten sie an den Rat der Stadt Zwickau heran, um die Erlaubnis zum Bau einer elektrischen Straßenbahn zu erlangen. Am 1. Dezember 1892 wurde der Vertrag zum Bau der Straßenbahn und eines Elektrizitätswerkes geschlossen. Nachdem das Elektrizitätswerk bereits im Dezember 1893 seinen Betrieb aufnehmen konnte, begannen die Probefahrten der Straßenbahn am 12. April 1894. Am 6. Mai 1894 konnte der Straßenbahnbetrieb auf der ersten Strecke zwischen Bahnhof und Hauptmarkt aufgenommen werden. In den folgenden Jahren wuchs das Straßenbahnnetz beständig an:
- 16. Oktober 1897: westliche Strecke nach Marienthal (Schröderscher Gasthof)
- 3. April 1900: Eröffnung der südlichen Strecke Hauptmarkt – Cainsdorf, Muldenbrücke
- 2. Juni 1900: Verlängerung der südlichen Strecke von Cainsdorf, Muldenbrücke bis Wilkau-Haßlau
- 29. November 1900: nördliche Strecke nach Pölbitz (Gasthof Pölbitz)
- 7. Oktober 1904: Verlängerung der westlichen Strecke bis zum Gasthof Marienthal
- 6. November 1924: Verlängerung der westlichen Strecke bis zum Kreiskrankenstift (heute: Städtisches Klinikum)

### Von 1925 bis zum Ende des Zweiten Weltkriegs
In der Zeit von 1926 bis 1928 wurde der Betriebshof Schlachthofstraße gebaut. Im Jahr 1926 ist die Linienkennzeichnung von Farben auf Ziffern umgestellt worden. Es verkehrten folgende Linien:
| Nummer | Strecke                |
| ------ | ---------------------- |
| 1      | Bahnhof ↔ Schedewitz   |
| 2      | Pölbitz ↔ Marienthal   |
| 3      | Bahnhof ↔ Wilkau       |
| 4      | Pölbitz ↔ Krankenstift |

Ab 1925 verkehrten in Zwickau Omnibusse zur Ergänzung des Straßenbahnnetzes. Im Jahr 1929 ging der Betrieb der Straßenbahn auf die Energie- und Verkehrs-Aktiengesellschaft Westsachsen (Evawe) über, an der sich die Stadt zur Hälfte beteiligte. Am 1. Dezember 1938 wurde als weiteres Verkehrsmittel der Oberleitungsbus Zwickau in Betrieb genommen, der bis in das Jahr 1977 verkehrte. Infolge des Zweiten Weltkrieges wurde am 6. Juli 1943 der Verkehr auf den Straßenbahnlinien 1 und 2 eingestellt und stattdessen der Takt auf den Linien 3 und 4 verdichtet, die weiterhin das gesamte Netz bedienten. Gegen Kriegsende wurde am 13. April 1945 der Verkehr auf der Linie 4 eingestellt und zwei Tage später der gesamte Straßenbahnverkehr beendet. Bereits am 5. Mai 1945 konnte der Straßenbahnverkehr wieder aufgenommen werden, allerdings musste die Linie 3 vorübergehend an der Zwickauer Mulde in Schedewitz enden, da dort bis zum 1. Juli die Grenze zwischen der amerikanischen und sowjetischen Besatzungszone verlief.

### DDR-Zeit
Mit der Gründung der Deutschen Demokratischen Republik (DDR) wurden die wirtschaftlichen Verhältnisse in der ehemaligen Sowjetischen Besatzungszone umgestaltet, so dass die Betriebsführung der Zwickauer Straßenbahn nach einem Zwischenschritt im Jahr 1951 auf den VEB (K) Verkehrsbetrieb der Stadt Zwickau überging. In den Jahren 1958 und 1959 kam es zu kleinen Veränderungen in der Streckenführung: am 29. September 1959 wurde die neue Schedewitzer Brücke eröffnet, über die die Linie 3 nun statt über die Bockwaer Brücke geführt wurde. Am 27. Juli 1959 eröffnete man das Gleis in der Antonstraße, womit die Errichtung der Wendeschleife Paulusstraße verbunden war.
Die erste Streckenverlängerung nach dem Krieg geschah im Zusammenhang mit der Errichtung der Wendeschleife Pölbitz, wodurch die nördliche Strecke am 1. November 1962 von der bisherigen Endstelle Neue Welt um 1,1 Kilometer verlängert wurde. Am 2. September 1963 wurde die neue Linie 2 Pölbitz ↔ Paulusstraße eingerichtet. Ab dem 3. Mai 1965 wurde bei der Zwickauer Straßenbahn auf den Einsatz von Schaffnern verzichtet. Die westliche Strecke zum Krankenhaus in Marienthal wurde in den Jahren 1966 und 1967 zweigleisig ausgebaut.
Im Jahr 1975 kam es zu einem deutlichen Einschnitt im Zwickauer Straßenbahnnetz: Am 14. Februar 1975 wurde aufgrund von dauernden Gleisschäden durch Bergsenkungen die südliche Strecke zwischen Wildenfelser Straße und Wilkau-Haßlau stillgelegt und am 16. November folgte die gesamte Einstellung der Linie 3. Damit verkehrte bis 1989 nur noch die Linie 4 als einzige verbliebene Linie des Zwickauer Straßenbahnnetzes.
Im Jahr 1982 wechselte die Betriebsführung noch einmal auf den VEB Städtischer Nahverkehr Zwickau. 1986 begannen die Arbeiten an der neuen Straßenbahntrasse nach Eckersbach. Am 29. Juni 1987 begann der Probebetrieb der Gelenktriebwagen des Typs Tatra KT4D. Zwickau übernahm einen 1983 gebauten Wagen von der Straßenbahn Plauen. Am Vorabend des Nationalfeiertages der DDR, dem 6. Oktober 1988, wurde die neue Zentralhaltestelle eingeweiht. Bis 1989 bekam Zwickau 27 Neufahrzeuge aus der Tschechoslowakei, von denen jedoch zehn nach Plauen abgegeben wurden. Am 2. Januar 1989 wurde die neue Linie 1 Pölbitz ↔ Hauptbahnhof eingerichtet. Auf ihr wurden ausschließlich KT4-Doppeltraktionen eingesetzt.

### Nach 1990

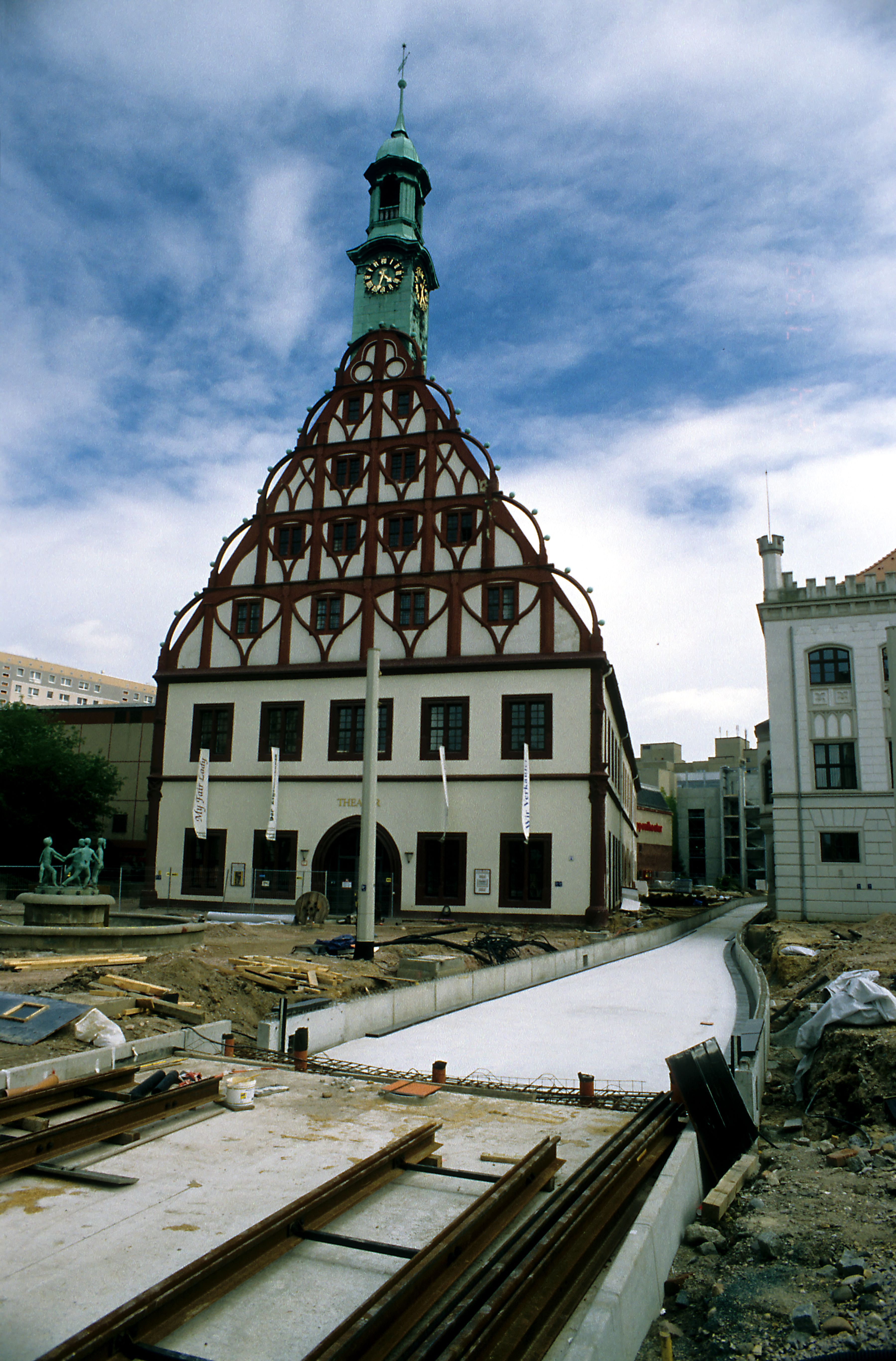
Neubau der Straßenbahnstrecke am Gewandhaus (1999)

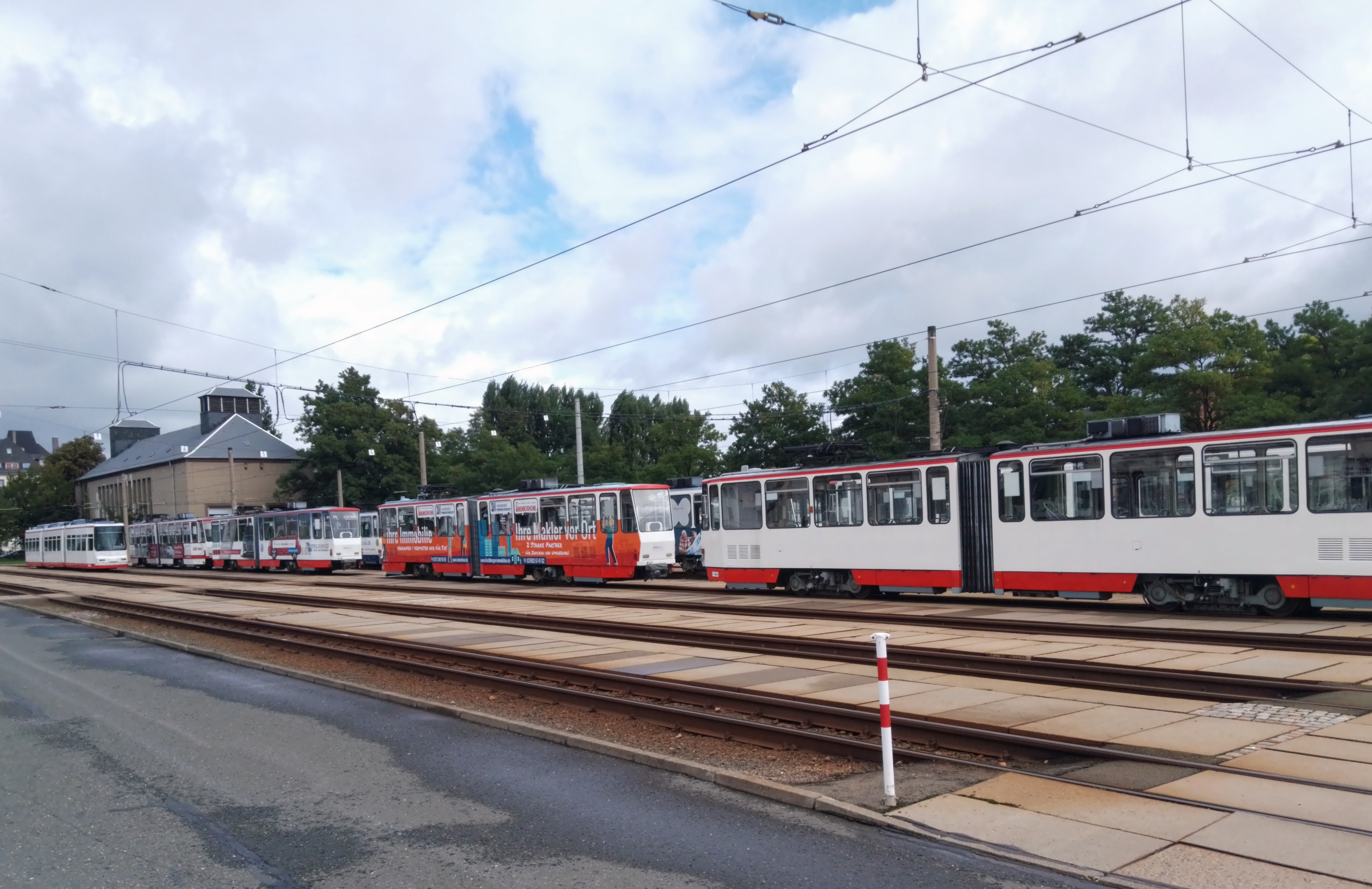
Mehrere Fahrzeuge im Betriebshof Schlachthofstraße

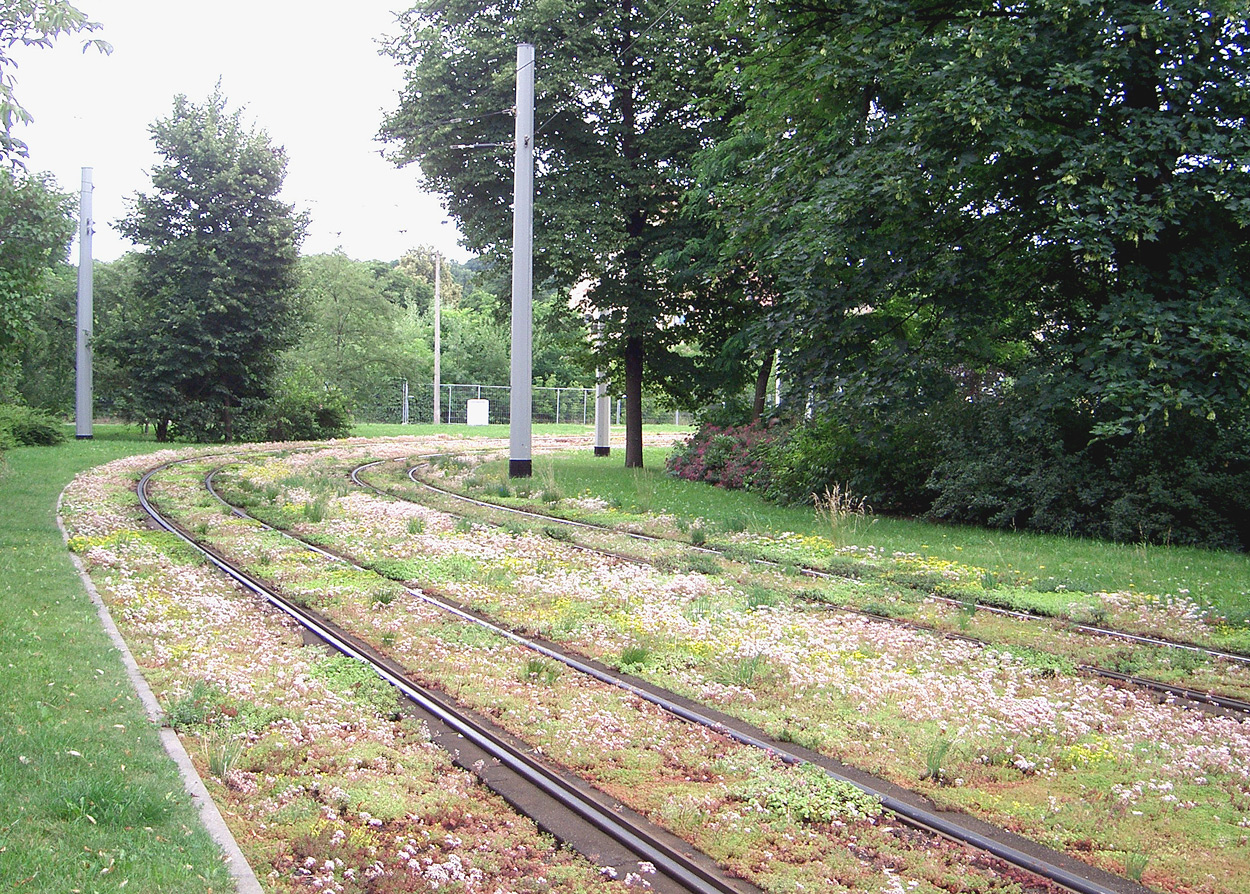
Rasengleis am Schumannplatz

Im Jahr 1991 ging der Betrieb der Straßenbahn auf die neu gegründeten Städtischen Verkehrsbetriebe Zwickau GmbH (SVZ) über. Am 19. August 1992 wurde zum ersten Mal seit 1962 eine Neubaustrecke eröffnet: die östliche Strecke nach Eckersbach. Damit änderte die Linie 1 ihren Linienweg auf Eckersbach ↔ Hauptbahnhof. Am 28. Mai 1993 begann der barrierefreie Zugang zur Straßenbahn: der erste Niederflurtriebwagen von MAN/AEG aus Nürnberg traf in Zwickau ein. Insgesamt zwölf Wagen des Typs GT6M-NF wurden bis 1994 beschafft. Deshalb konnte ab dem 28. Oktober 1995 auf den weiteren Einsatz der 35 Jahre alten Gothawagen verzichtet werden.
In der zweiten Hälfte der 1990er Jahre gab es zwei bedeutende Ausbauprojekte der Zwickauer Straßenbahn: Zum einen den Wiederaufbau der seit 1975 stillgelegten Straßenbahnstrecke durch das Stadtzentrum und zum zweiten die Führung von Eisenbahn-Triebwagen über das Straßenbahnnetz bis ans Stadtzentrum. Dazu wurden beim Bau der neuen Strecke direkt Dreischienengleise verbaut. Am 28. Mai 1998 verkehrte zum ersten Mal ein Dieseltriebwagen der Strecke Klingenthal – Zwickau ab der Stadthalle für 1½ Kilometer auf der Straßenbahntrasse bis zur Haltestelle Zwickau Zentrum. Das Besondere am so genannten „Zwickauer Modell“ ist, dass hier keine Straßenbahnfahrzeuge auf Eisenbahnstrecken übergehen (wie beim Karlsruher Modell), sondern Eisenbahnfahrzeuge auf Straßenbahnstrecken verkehren. Am 1. Oktober 1999 konnte dann auch der Straßenbahnverkehr in der Innenstadt vom Neumarkt zur Stadthalle wieder aufgenommen werden. Am 11. Dezember 2005 wurde als bisher letzte Erweiterung die Strecke von der Stadthalle nach Neuplanitz eröffnet. Diese Strecke folgt nicht der historischen Strecke nach Wilkau-Haßlau, sondern verläuft weiter westlich.
Zum Fahrplanwechsel am 13. Dezember 2009 wurde das Liniennetz erneut angepasst. Seitdem wird der Stadtteil Eckersbach aufgrund des Bevölkerungs- und Fahrgastrückganges seltener angefahren, die Anbindung des Hauptbahnhofes wurde hingegen verbessert.

### Künftige Entwicklung

#### Infrastrukturmaßnahmen zwischen 2025 und 2030
Am 30. November 2023 wurde vom Stadtrat Zwickau die Umsetzung eines Investitionspakets für die Straßenbahn Zwickau beschlossen. Dieses Projekt namens „Komplexmaßnahmen zur Infrastruktur in Zwickau bis 2030“ besitzt einen Investitionsumfang von rund 64 Millionen Euro (Netto) und soll durch das Programm des Gemeindeverkehrsfinanzierungsgesetzes mit 85 % gefördert werden. Folgende Maßnahmen sind dabei vorgesehen:
- Bau einer Innenstadttangente zwischen Werdauer Straße und Reichenbacher Straße mit Straßenbahntrasse zwischen Werdauer Straße und Bahnhofstraße sowie Umgestaltung des Bahnhofsvorplatzes (geschätzte Baukosten etwa 32,2 Mio. €, Baustart vrsl. 2027)
- Sanierung und Umbau der Leipziger Straße, Sanierung der Haltestellen am Neumarkt sowie Bau einer zweigleisigen West-Süd-Verbindung am Gleiskreuz Neumarkt (geschätzte Baukosten etwa 22,6 Mio. €, Baustart vrsl. 2027)
- Umbau der Gleistrasse Neumarkt – Zentralhaltestelle mit Verlegung der Haltestelle „Georgenplatz“ (geschätzte Baukosten etwa 3,6 Mio. €, Baustart vrsl. 2025)
- Sanierung und Beschleunigung des Abschnittes Fritscheplatz – Paulusstraße (geschätzte Baukosten etwa 3,6 Mio. €, Baustart vrsl. 2029)

Durch diese Projekte wird es möglich, das bestehende Zwei-Linien-Konzept aufrechtzuerhalten, und gleichzeitig den Hauptbahnhof wieder mit der Straßenbahn zu bedienen. Die bestehende Linie 4 Pölbitz – Klinikum wird dann zwischen Georgenplatz und Kopernikusstraße einen neuen Linienweg über die derzeit ungenutzte Trasse in der Bahnhofstraße zum Hauptbahnhof und weiter über die geplante Querspange erhalten. Dieses Konzept wurde ursprünglich schon im Dezember 2012 vom Stadtrat beschlossen, jedoch bisher nicht umgesetzt. Durch die Sanierung im Bereich der Paulusstraße und der damit einhergehenden Beschleunigung der Straßenbahn kann dieser Umweg außerdem ohne nennenswerte Fahrzeitverlängerungen bestritten werden. Die heutige Gleistrasse zwischen Georgenplatz (exklusive Gleisdreieck) und Kopernikusstraße soll im Regelfahrplan nicht mehr befahren werden.
Durch den neuen Gleisbogen in West-Süd-Richtung am Neumarkt wird es weiterhin möglich, eine umsteigefreie Verbindung zwischen Stadthalle und Hauptbahnhof einzurichten.

#### Mögliche weitere Projekte
- Aus den Anfangsjahren der Zwickauer Straßenbahn stammen nie umgesetzte Pläne einer Anbindung von Werdau und Reinsdorf, einer Ringlinie vom Bahnhof über Georgenplatz, Plauensche Straße, Hauptmarkt, Neumarkt und Bosestraße zurück zum Bahnhof, einer Linie über den Kornmarkt durch die Marienstraße sowie einer Schnellbahn nach Crimmitschau. Nach der Wiedervereinigung verschwanden Pläne einer Straßenbahn zum VW-Werk in Zwickau-Mosel und für den Wiederaufbau der Trasse nach Wilkau-Haßlau wieder in der Schublade. Zuletzt war eine Straßenbahnanbindung von Meerane im Gespräch.
- Bereits 1898 gab es die Idee eines Straßenbahnanschlusses von Oberplanitz. Die Option einer Verlängerung von Neu- nach Oberplanitz war zuletzt im Zwickauer Nahverkehrsplan 2006–2010 als „langfristig“ vorgesehen. Die letzten Planungen aus den 1990er Jahren sahen die neuen Haltestellen „Strandbad“, „Ober-Planitzer Markt“, „Damaschkestraße“, „Lengenfelder Straße“ und „Wende Ober-Planitz“ (Höhe Sonnenleite/Friedrich-Naumann-Straße) vor.

### Ehemalige Straßenbahnlinien
- Linie 1: Hauptbahnhof – Georgenplatz – Neumarkt (Bosestraße) – Hauptmarkt – Schedewitz (bis 1943)
- Linie 1: Eckersbach – Neumarkt (Bosestraße) – Georgenplatz – Zentralhaltestelle – Hauptbahnhof (1992 bis 1997 sowie Dezember 2005 bis Dezember 2009)
- Linie 1: Pölbitz – Neumarkt (Bosestraße) – Georgenplatz – Hauptbahnhof (1989 bis 1992)
- Linie 2: Pölbitz – Neumarkt (Bosestraße) – Georgenplatz – Marienthal/Paulusstraße (bis 1969; in den 1990er Jahren waren die Einrückfahrten mit „2 Schlachthofstraße“ beschildert)
- Linie 3: Hauptbahnhof – Georgenplatz – Neumarkt (Bosestraße) – Hauptmarkt – Wilkau-Haßlau (bis 1975)
- Linie 6: Eckersbach – Neumarkt (Bosestraße) – Georgenplatz – Marienthal/Paulusstraße – Städtisches Klinikum (1994 bis Dezember 2005 sowie während Bauarbeiten im Herbst 2022)
- Linie 61: Eckersbach – Neumarkt (Bosestraße) – Georgenplatz – Marienthal/Paulusstraße (Mitte der 1990er Jahre)
- Linie 8: Pölbitz – Neumarkt (Leipziger Straße) – Hauptmarkt – Zentrum – Stadthalle (Oktober 1999 bis Dezember 2005 und während Bauarbeiten im Sommer 2011, 2012 und 2015)
- Linie 47: Pölbitz – Georgenplatz – Zentralhaltestelle – Hauptbahnhof – Zentralhaltestelle – Georgenplatz – Marienthal/Paulusstraße – Städtisches Klinikum (während einer Baustelle am Georgenplatz vom 20. Juni 2011 bis 10. Juli 2011)
- Linie 5: Städtisches Klinikum – Marienthal/Paulusstraße – Georgenplatz – Hauptbahnhof (Dezember 2009 – 13. Dezember 2019)
- Linie 7: Pölbitz – Neumarkt (Bosestraße) – Georgenplatz – Hauptbahnhof (1997 bis Dezember 2005 sowie Dezember 2009 – 13. Dezember 2019)

## Fahrzeuge
Auf dem Netz der Zwickauer Straßenbahn werden 15 Gelenktriebwagen der tschechoslowakischen Bauart Tatra KT4DMC eingesetzt. Auf allen Straßenbahnlinien kommen auch die Niederflurwagen GT6M zum Einsatz. Hiervon befinden sich zwölf Fahrzeuge in Zwickau.
Die GT6M sollten bis Ende 2020 modernisiert werden. Die Modernisierung hat sich verzögert. Drei Fahrzeuge wurden durch Cegelec in eigenen Räumlichkeiten modernisiert. Weitere neun Fahrzeuge modernisierte Cegelec wegen Kapazitätsengpässen in den Werkstatthallen der tschechischen Straßenbahn Liberec. Das letzte Fahrzeug kehrte 2022 nach Zwickau zurück.
Die Verkehrsbetriebe Zwickau bestellten neue Straßenbahnwagen, um die Tatra KT4D abzulösen. Im Rahmen des gemeinsamen Projekts „Sächsische Plattform - Straßenbahn der Zukunft“ unterzeichneten die Verkehrsbetriebe von Leipzig, Görlitz und Zwickau am 15. Dezember 2021 gemeinsam mit der Leipziger Wagenbau AG (LEIWAG) einen Vertrag. Das Konsortium HeiterBlick GmbH und Kiepe Electric wird insgesamt 39 Gelenkwagen liefern (davon 6 Wagen bis 2026 nach Zwickau, 25 Wagen bis 2030 nach Leipzig und 8 Wagen bis 2028 nach Görlitz). Es besteht die Option, bis zum Jahr 2030 weitere 148 Wagen zu bestellen. Die sechs bestellten Fahrzeuge reichen somit nicht aus, um den Einsatz von Tatra-Fahrzeugen in Zwickau zu beenden.
Im Jahr 2018 wurden alle Fahrzeuge mit einer Videoüberwachung ausgerüstet.

## Streckenausdehnung
- Eckersbach – Neuplanitz: 10,1 km
- Klinikum – Pölbitz: 8,1 km
- Georgenplatz – Hauptbahnhof: 1,4 km (derzeit ohne Linienverkehr)
- Betriebsstrecke Schlachthofstraße: etwa 0,3 km (Ausrück- und Einrückfahrten)

## Liniennetz
Das aktuelle Liniennetz umfasst zwei Linien.
| Linie | Linienweg                                                                       | Länge | Halte | Bemerkungen                                                                           |
| ----- | ------------------------------------------------------------------------------- | ----- | ----- | ------------------------------------------------------------------------------------- |
| 3     | Eckersbach – Neumarkt (Leipziger Straße) – Hauptmarkt – Stadthalle – Neuplanitz | 10,1  | 21    | 1999–2005 Eckersbach–Stadthalle; seit Dezember 2005 bis Neuplanitz                    |
| 4     | Pölbitz – Neumarkt (Bosestraße) – Georgenplatz – Paulusstraße – Klinikum        | 8,1   | 17    | 14 Jahre lang Zwickaus einzige Straßenbahnlinie; seit Dezember 2005 wieder in Betrieb |

Umgesetzt wurde dieses Liniennetz zum Fahrplanwechsel am 15. Dezember 2019.
Die Anbindung zum Hauptbahnhof wurde am 13. Dezember 2019 bis auf weiteres eingestellt. Grund dafür ist der marode Zustand der Wendeschleife am Hauptbahnhof. Die Strecke wird in Zusammenhang mit der geplanten Straßenbahntrasse zwischen Werdauer Straße und Bahnhofstraße voraussichtlich 2029 wieder ans Straßenbahn-Liniennetz angebunden. Als Ersatz dient bis dahin die Buslinie 10, die im 10-Minuten-Takt verkehrt.

## Wendeschleifen

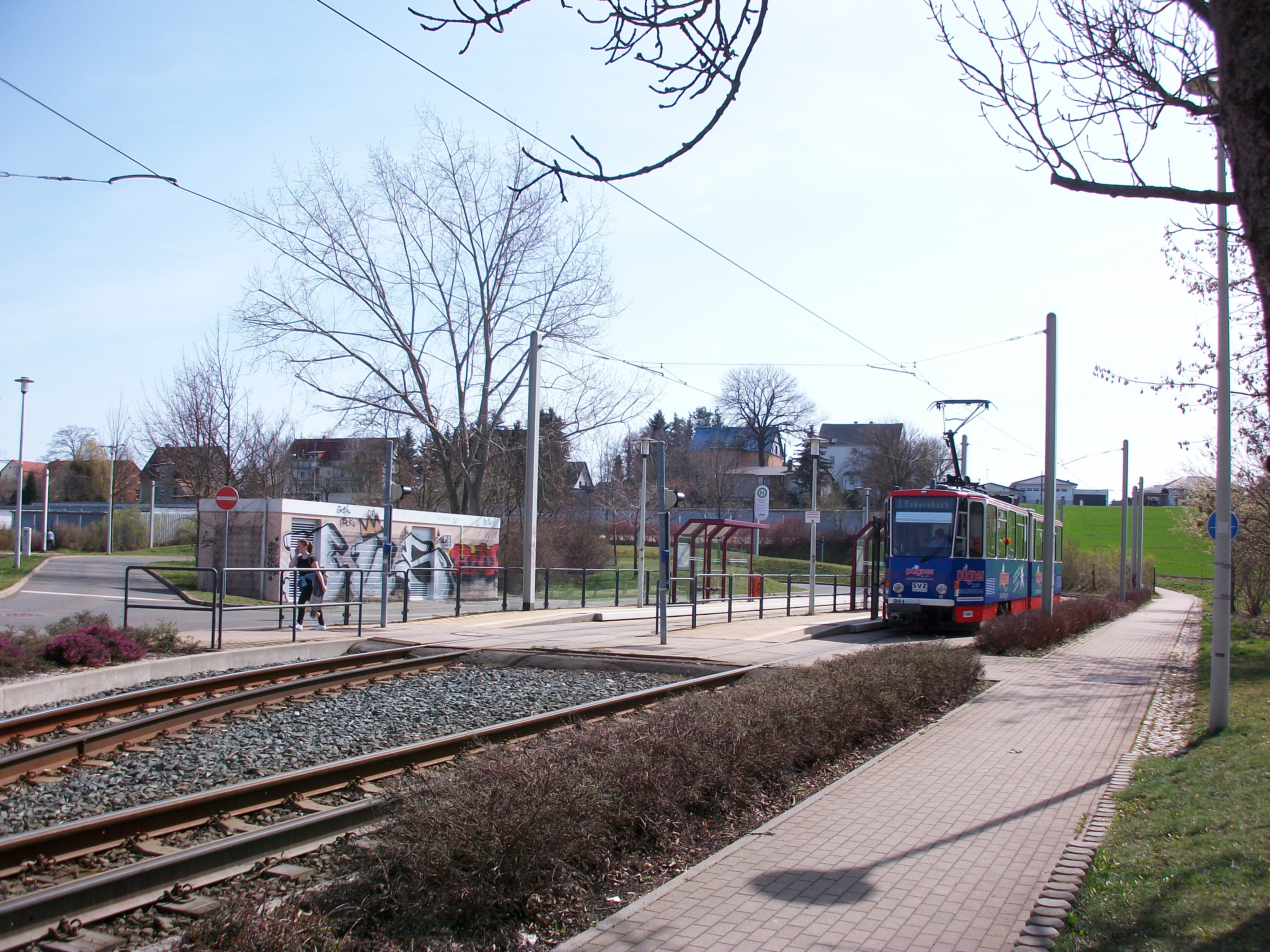
Wendeschleife der Straßenbahn in Neuplanitz (2016)

- Pölbitz
- Eckersbach
- Hauptbahnhof (z. Z. nicht befahren)
- Paulusstraße
- Klinikum
- Schedewitz (Stadthalle)
- Neuplanitz (Findeisenweg)
- Betriebshof Schlachthofstraße
- Neumarkt (Gleiskreuz)
- Georgenplatz (Gleisdreieck)